# Padrão aberto
Padrões abertos, do inglês open standard, são padrões disponíveis para livre acesso e implementação, sem cobrança de royalties e outras taxas e sem discriminação de uso. Como por exemplo o XML, padrão de marcação da W3C.

## Requisitos
Para que um produto de software seja considerado como um Padrão Aberto este deve atender a 4 fatores:
1. Disponibilidade: As especificações do padrão devem estar publicamente acessíveis para qualquer pessoa ou organização que queria estudar ou implementar o padrão.
2. Não possuir discriminação: Padrões Abertos não devem estabelecer nenhum critério de favorecimento ou discriminação por parte de seus implementadores.
3. Extensibilidade: Implementações de padrões abertos devem permitir extensões ou oferecer apenas um subset, se cabível.
4. Sem Royalties: Para um padrão ser aberto, não deve ser cobrado royalties ou outras taxas para implementação e uso.

O propósito da utilização de padrões abertos é garantir a interoperabilidade entre aplicações e plataformas.

## Exemplo
Exemplo de um padrão aberto de software:
- XML 1.0 [2]

XML é um padrão aberto, regulado pela W3C (w3.org), ou seja, qualquer um é livre para:
- Estudar sua especificação;
- Desenvolver e publicar melhorias;
- Implementar um parser XML, sem custos;
- Implementar um interpretador XML, sem custos;
- Implementar um interpretador de namespaces (NS) XML, sem custos;
- Utilizar XML para quaisquer fins, sem nenhum impedimento.